# كورنيليو بابا
كورنيليو بابا (بالرومانية: Corneliu Baba) هو فنان ورسام وأستاذ جامعي روماني، ولد في 18 نوفمبر 1906 في كرايوفا في رومانيا، وتوفي في 28 ديسمبر 1997 في بوخارست في رومانيا.

## وصلات خارجية
- الموقع الرسمي